# M・A・Oの顔文字じゃないよ、名前だよ!
『M・A・Oの顔文字じゃないよ、名前だよ!』（まおのかおもじじゃないよなまえだよ）は、2015年4月10日から2017年までスマホでUSENで放送されていたラジオ番組（アニラジ）。パーソナリティはM・A・O。

## 番組概要
渕上舞とそれぞれ別番組でラジオ番組が配信開始。番組タイトルは放送開始前にリスナーから募集したものより決定された。
お便りを紹介する際のラジオネームは「顔文字ネーム」となっている。

### 放送時間
毎週更新
2015年4月10日 -
- 金曜日 （12:00更新）

### パーソナリティ
M・A・O

### 提供
株式会社USEN

## 番組構成
番組は大きく分けて3つの構成になっている。

### オープニング・フツオタ（普通のお便り）
M・A・Oが出演するアニメやイベントの感想。その他、質問、フリートークなど。

### コーナー
- 楽曲リクエスト
  - トークの合間に流れる楽曲を募集するコーナー。
- アレキャラ制作倶楽部
  - M・A・Oのマスコットキャラを考えるコーナー。キャラクター名は「P・O・S・E」[注釈 1]。
- ネガポジトランスフォーム
  - リスナーのもやもやした感情、出来事をM・A・Oが無理やりポジティブにアドバイスするコーナー。
- スキマチシッキ
  - リスナーの知っている雑学、うんちくを紹介するコーナー。月末にはM・A・Oがその月で一番だと思うものに「スキマチシッキ大賞」の称号が贈られる。また、M・A・Oがコメントを添えた番組のバックナンバーが書かれている用紙が贈られる。
- おにゅ〜なわたし
  - 新しい一面を発見するべく様々な心理テストに挑戦していくコーナー[注釈 2]。
- コトバノタマゴ
  - 　パーソナリティに必要な語彙力を養うため、言葉の語源をクイズ形式で知っていくコーナー。
- イメトラのお時間♪
  - インドアなM・A・Oが、スタジオの中にいながら世界各国を旅行するという設定のイメージトラベル。番組からの指示を頼りにマップアプリを使って目的地を目指す。
- 君の名は!?
  - 世の中に存在するもので名前がついていないと思うもの、部分にM・A・Oが名前を付けるコーナー。

### エンディング
各コーナーへのお便り・メールの宛先告知とフリートーク。

## 過去のコーナー
- 映画公開記念スペシャルコーナー
  - 『劇場版 蒼き鋼のアルペジオ -アルス・ノヴァ- Cadenza』の公開を記念してアルペジオにちなんだ企画に挑戦していくコーナー。
- ホントのマオココロ
  - 心理テストによってM・A・Oの心をさらけ出していくコーナー。
- ボキャブラ戦国
  - 語彙力、読解力を鍛えるためのクイズコーナー。
- 開演!いつどこでだれがなにをして一言劇場!
  - 「いつ・どこ・誰が・何をして一言」の4つのお題をそれぞれリスナーから募集。M・A・Oが4つのお題をランダムで選び、即興で芝居をする。途中から演出家の呼び鈴のSEが鳴ったら「10秒以内にオチまでたどり着かいないとダメ」という新ルールが設けられた。
- 俺と私の地元自慢
  - リスナーの地元自慢の話を募集するコーナー。

## アレキャラ設定
※この設定は2015年現在のもので、設定は変更されることがある。

### P・O・S・E
- 二つ名：海の代表選手
- 性格：ちょっと気取った態度
- 性別：不明
- 趣味：水族館めぐり
- 苦手：乾燥に弱い
- 語尾：～だぽ
- その他
  - 海の生物は食さない
  - 丸メガネが似合う二頭身キャラクター

## 特別配信
- 番組開始記念UST（2015年3月24日[3]）